# 卡塔道
卡塔道，是西班牙巴伦西亚自治区巴伦西亚省的一个市镇。总面积36平方公里，总人口2300人（2001年），人口密度64人/平方公里。